# مطار الناصرية
مطار الناصرية الدولي هو مطار دولي، يقع بمحافظة ذي قار في العراق، يبعد مسافة 18 كم عن مركز مدينة الناصرية ، وبالقرب من مدينة اور الأثرية.

## تاريخ
في عام 2012، وافقت الحكومة العراقية على استخدام قاعدة الإمام علي الجوية للرحلات الجوية المدنية في محافظة ذي قار، والموافقة رسمياً على إنشاء مطار الناصرية المدني ضمن القاعدة، وقد تم افتتاح الجزء المدني من المطار في عام 2017، وهبطت فيه أول طائرة تابعة للخطوط الجوية العراقية في 10 آذار/مارس 2017. غير أن هذا المطار بقي بدون تطوير أو تحديث فإدارة المطار لم تتمكن من تعديل أو تطوير المطار أو إضافة رحلات جوية جديدة أو الترويج له بشكل جيد لاستقطاب أهالي المحافظة الذين لا زالوا يفضلون الطيران عبر مطار البصرة الدولي خلال الرحلات الداخلية أو الدولية، لذلك اغلق المطار.

### إعادة الإنشاء
في 8 يونيو عام 2021 وقعت الحكومة العراقية عقد مع شركة البناء الحكومية الصينية لإعادة تأهيل وإنشاء مطار الناصرية الدولي في محافظة ذي قار بقيمة 367 مليون دولار، على أرض مساحتها 16 مليون متر مربع ومساحة البناء 2 مليون متر مربع، ليستوعب 750 ألف مسافر سنوياً كمرحلة أولى و2 مليون في المرحلة الثانية، ويضم فندق للمسافرين بسعة 100 غرفة وارتفاع أربعة طوابق وقاعات للاجتماعات والمناسبات ومطاعم. وفي عام 2024 بلغت نسبة الإنجاز 38%.

## شركات الطيران
| شركـات طيـران          | الوجهات                              |
| ---------------------- | ------------------------------------ |
| الخطوط الجوية العراقية | مطار بغداد الدولي، مطار أربيل الدولي |